# TDR-Baureihe 460
Die Baureihe 460 ist ein elektrischer Triebzug des Typs Desiro Mainline aus dem von Siemens Rail Systems entwickelten Fahrzeugkonzept Desiro. Alpha Trains ist Eigentümer von 17 dreiteiligen Einheiten, die von Trans Regio (TDR) für ihr Verkehrsangebot MittelrheinBahn auf der linken Rheinstrecke eingesetzt werden.

## Fahrzeug
Die Baureihe 460, als erste Version eines Desiro Mainline, ist durch ihre modulare Bauweise auf die netzspezifischen Bedürfnisse im Regionalverkehr angepasst worden. Die Endwagen sind im deutschen Fahrzeugeinstellungsregister als Klasse 0460, die Mittelwagen als Klasse 0860. Die an die Bahnsteighöhe angepasste Fußbodenhöhe des Fahrzeuges beträgt überwiegend 800 Millimeter über Schienenoberkante. Die Fahrzeuge besitzen barrierefreie Einstiege mit einer Breite von 1,3 Metern, wobei der größere Teil der Sitzplätze stufenlos erreichbar ist. Die Triebfahrzeuge verkehren als Regionalbahn auf der Mittelrheinbahn.
Die Baureihe 460 verfügt über acht Sitzplätze in der 1. Wagenklasse, davon zwei mit Steckdosen für Laptops. Neben dem Mehrzweckabteil liegt die barrierefreie Universaltoilette, die auch über einen Wickeltisch verfügt. Papierhandtücher wurden zugunsten eines Heißluftgebläses weggelassen. Es ist eine Videoüberwachung vorhanden, der Innenraum ist klimatisiert. Seit 2023 werden die Fahrzeuge sukzessive modernisiert; dies umfasst unter anderem die Ausstattung mit Steckdosen und WLAN. Die Triebzüge werden nach dem technikbasierten Abfertigungsverfahren abgefertigt.
Die konventionellen Drehgestelle des Typs SF6500 stammen aus dem Siemens-Werk in Graz. Sie besitzen unter anderem bewährte Schwingenführungen, Schraubenfedern und eine sekundäre Luftfederung und sind damit eine direkte Weiterentwicklung der Drehgestelle des Typs SF6000, die im Sprinter Lighttrain zum Einsatz kommen.
Die Fahrzeuge erfüllen die aktuell geltende Norm zur Kollisionssicherheit von Schienenfahrzeugkästen.

## Hersteller
Der Hersteller ist Siemens Mobility, ein Geschäftsbereich der Siemens AG. Die Produktion der Baureihe 460 fand in dessen Werk in Krefeld-Uerdingen statt. Die Inbetriebsetzung und Kundenabnahme erfolgte im Prüfcenter Wegberg-Wildenrath.

## Betreiber und Strecken
Im März 2007 bestellte Angel Trains International, Tochterunternehmen der Leasinggesellschaft Angel Trains, 16 Desiro ML im Gesamtwert von etwa 70 Millionen Euro und vereinbarte zugleich eine Option auf weitere 84 Züge. Dieser Auftrag wurde später auf 17 Züge erhöht. Die 17 Dreiteiler der Baureihe 460 wurden von trans regio geleast.
Seit dem 14. Dezember 2008 wird der Desiro Mainline auf der linken Rheinstrecke im planmäßigen Betrieb eingesetzt. Diese sogenannte MittelrheinBahn beinhaltete bis zum Fahrplanwechsel am 11. Dezember 2016 die beiden Linien:
- RB 26: Köln – Bonn – Remagen – Andernach – Koblenz
- RB 32: Koblenz – Boppard – Bingen – Mainz

Seit dem 11. Dezember 2016 fährt die Linie RB 26 die gesamte Strecke von Köln bis Mainz, der bisherige Aufenthalt in Koblenz und der Linienwechsel entfallen seitdem.
Für alle 17 Züge wurde im August 2008 ein Instandhaltungsvertrag mit Siemens über 15 Jahre unterzeichnet. Gewartet werden sie in dem dafür errichteten Bahnbetriebswerk Koblenz-Mosel in Koblenz, dessen Errichtung rund zwölf Millionen Euro kostete. Planmäßig wird jeder Zug einmal pro Monat standardmäßig gewartet. Hinzu kommt jedes Vierteljahr eine zusätzliche umfangreichere Sicherheitsprüfung. Um den fahrplanmäßigen Betrieb aufrechterhalten zu können, müssen ständig 14 von 17 Zügen betriebsbereit sein. Im Fahrplanjahr 2009 lag die Zuverlässigkeit der Fahrzeuge bei 99,2 Prozent.

## Bildergalerie

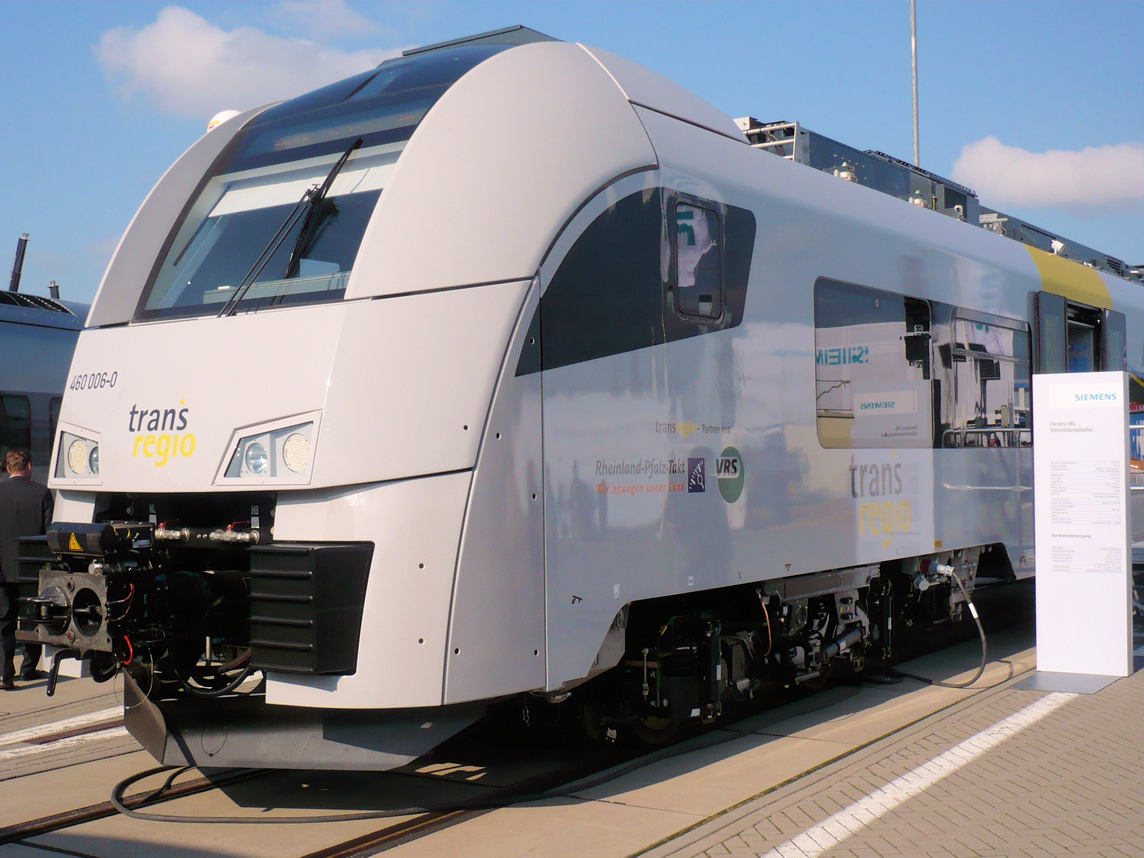
Auf der InnoTrans 2008
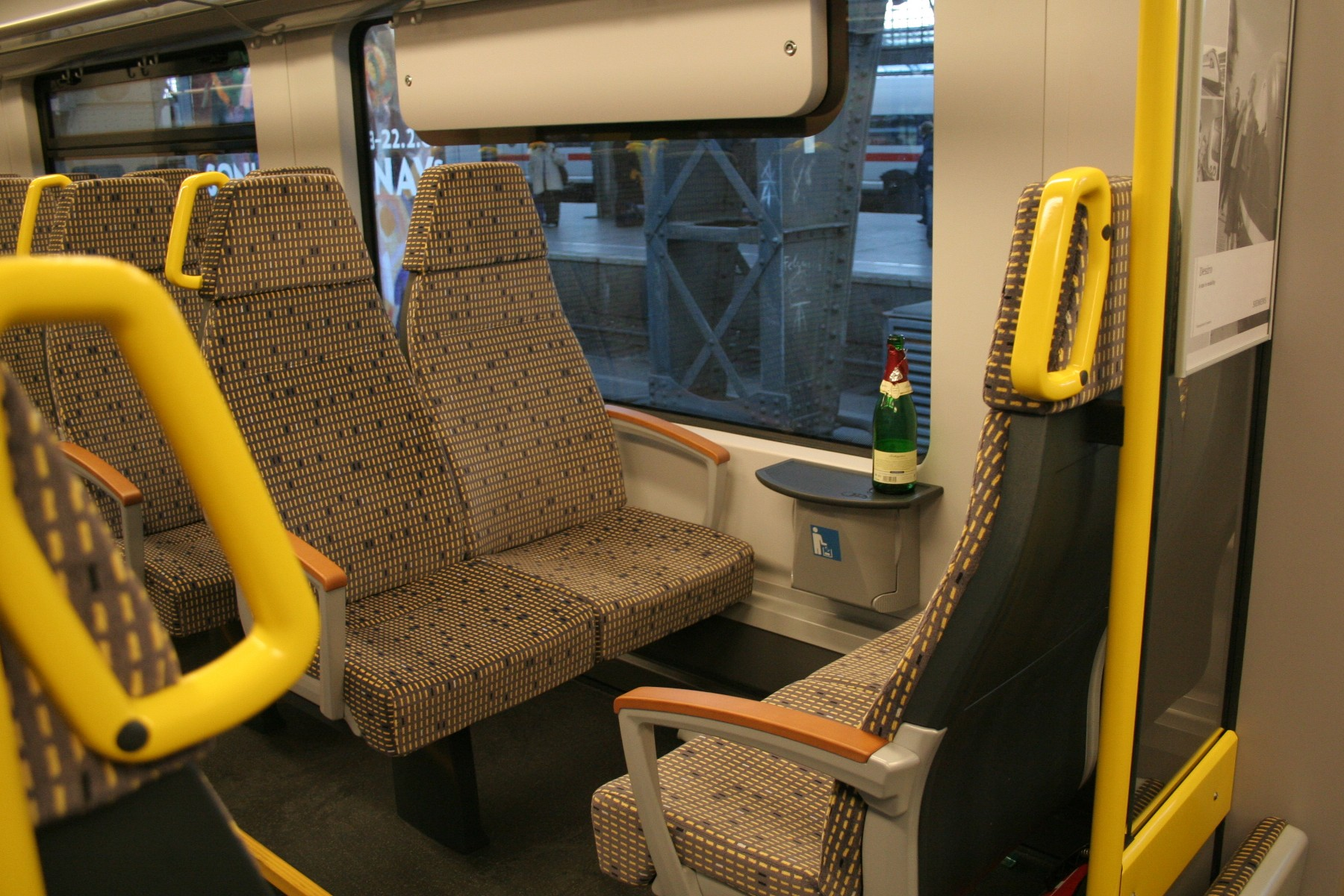
Innenraum, 2. Klasse
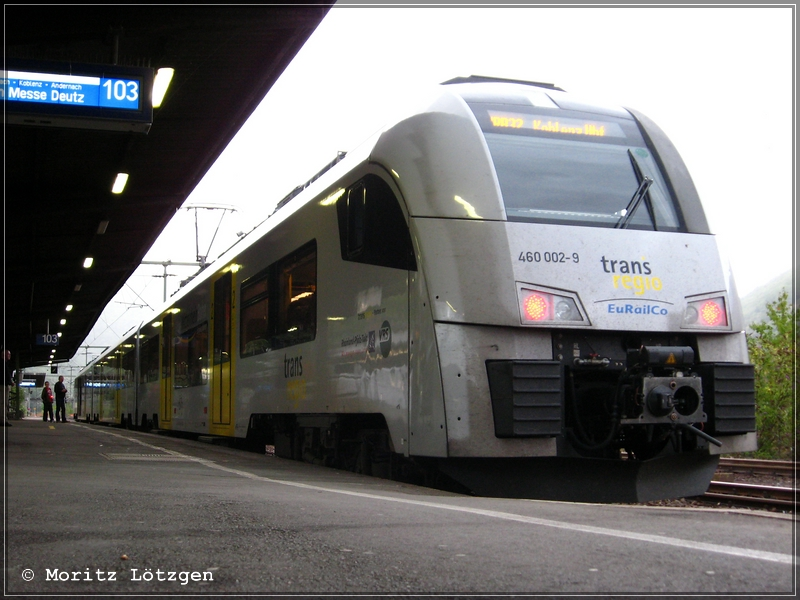
Auf der Linie RB32 in Bingen (Rhein) Hauptbahnhof
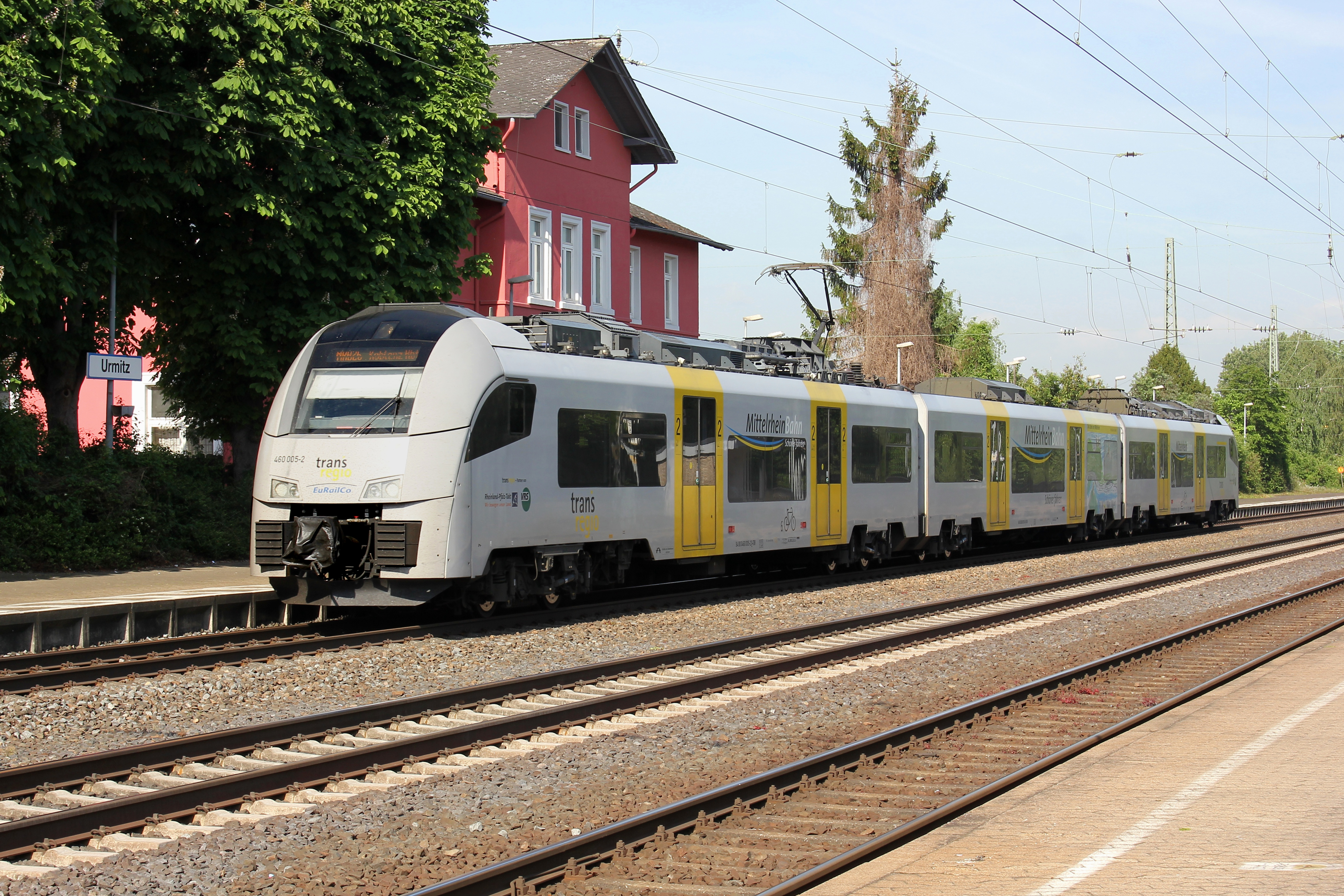
Am Bahnhof Urmitz, Mülheim-Kärlich, 2015